# Roschbach
Roschbach é um município da Alemanha localizado no distrito de Südliche Weinstraße, no estado da Renânia-Palatinado. É membro da associação municipal de Verbandsgemeinde Edenkoben.

## Política
Cadeiras ocupadas na comunidade:
|      | SPD | CDU | FWG | Gesamt      |
| 2009 | 2   | 5   | 5   | 12 Cadeiras |
| 2004 | 2   | 5   | 5   | 12 Cadeiras |